# Дегазація (значення)
- Дегазація шахт — природні або штучні процеси видалення газів з їх джерел (вугільних пластів, рудних покладів, нафти, скупчень вільних газів у зонах тектонічних порушень тощо).
- Дегазація (військова справа) — один з шляхів знезаражування, який провадиться шляхом розкладання (нейтралізації) отруйних речовин (ОР) або бойових отруйних речовин до нетоксичних продуктів і видалення їх з поверхонь об'єктів і місцевості з метою зниження зараженості до допустимих норм або повного виведення.
- Дегазація нафти — видалення з видобутої нафти розчинених у ній низькомолекулярних вуглеводнів — метану, етану і частково пропану, а також сірководню, азоту і вуглекислого газу.
- Дегазація сталі — процес видалення розчинених газів зі сталі, яка перебуває у рідинному стані.
- Дегазація вакууму — один з етапів створення вакууму.